# Agrionympha capensis
Agrionympha capensis là một loài bướm đêm thuộc họ Micropterigidae. Nó được Whalley miêu tả năm 1978. Loài này có ở Nam Phi.
Con trưởng thành được tìm thấy ở hạ Macchia (hay fynbos) ở vùng Cape.